# زانج شينج
زانج شينج (بالصينية: 张诚) (28 يونيو 1989 بتيانجين في الصين - ) هو لاعب كرة قدم صيني في مركز الدفاع.

## روابط خارجية
- زانج شينج على موقع قاعدة بيانات كرة القدم.إي يو (الإنجليزية)
- زانج شينج على موقع Soccerway.com (الإنجليزية)